# IPTV

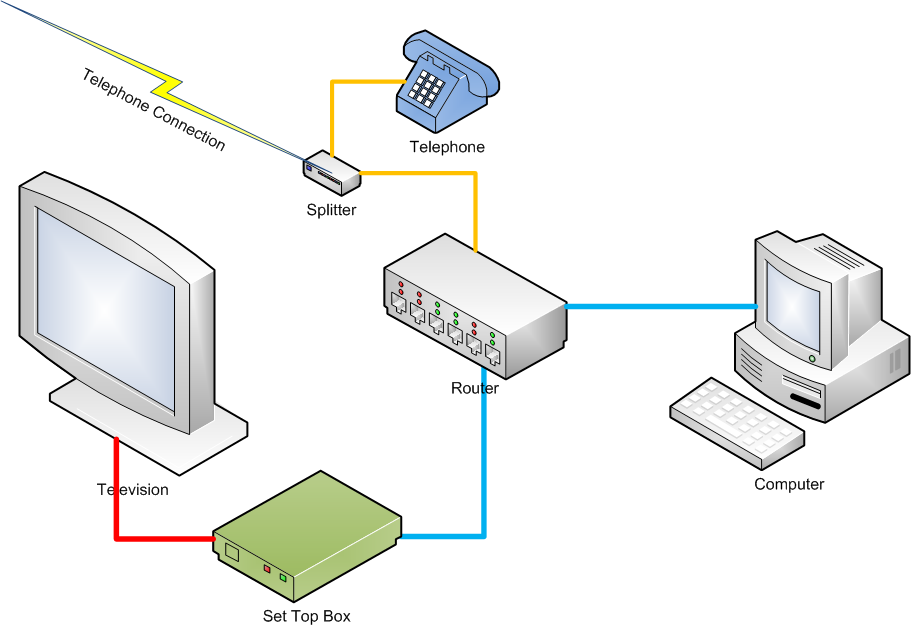
Diagrama d'un servei IPTV.

La televisió mitjançant el protocol IP (de l'anglès Internet Protocol Television, IPTV) és un sistema de distribució de continguts audiovisuals per la difusió de TV, Vídeo sota Demanda (Video on Demand) i altres serveis multimèdia a través d'una xarxa IP segura i de banda ampla gestionada per un operador. IPTV sovint se subministra conjuntament amb els serveis mencionats de Video sota Demanda, i pot incloure també funcionalitats d'accés a Internet i serveis de veu (VoIP). Aquest conjunt de serveis és el que es coneix com a Triple Play i que normalment subministra el mateix operador fent ús de la mateixa infraestructura. En afegir-se serveis mòbils (wireless) s'anomena Quadruple Play.
IPTV, doncs, no solament permet veure continguts de vídeo sobre Internet. La tecnologia IPTV ofereix grans oportunitats a les empreses de telecomunicacions per competir amb les proveïdores de serveis mitjançant cable. Per les proveïdores de serveis tradicionals, Triple Play s'implementa mitjançant una combinació de tecnologies de fibra òptica i DSL (Digital Subscriber Loop) fins als terminals. Els operadors de cable utilitzen una arquitectura similar basada en l'Híbrid Fibra Coure però utilitzant el cable coaxial en comptes del cable de parells trenats pels enllaços dins de l'última milla.
El servei d'IPTV generalment l'ofereix un proveïdor de banda ampla utilitzant una infraestructura tancada de xarxa. Aquest servei competeix amb l'entrega de contingut públic de TV a Internet, conegut com a TV sobre Internet o Internet TV.
L'IPTV descriu un sistema de distribució de televisió digital als usuaris utilitzant el protocol IP sobre una connexió de banda ampla. Es tracta de contingut televisiu que en lloc de ser transmès via els tradicionals formats i cables, es fa arribar a l'espectador a través de les tecnologies més avançades utilitzades en xarxes d'ordinadors.
Durant els pròxims anys, s'espera un creixement de l'IPTV a un ritme vertiginós tenint en compte que la banda ampla arriba en l'actualitat a més de 100 milions de llars a tot el món. Les empreses de telecomunicacions més importants (AT&T, etc.) veuen IPTV com una nova oportunitat de negoci dins dels mercats existents i com una mesura defensiva contra la invasió de les empreses de cable convencionals.

## Context actual

### Europa
L'oferta de serveis d'IPTV està creixent ràpidament, essent Europa la regió que està liderant aquest creixement. Inicialment els serveis d'IPTV a Europa havien estat liderats per noves empreses, encara que els operadors establerts al mercat han reaccionat de manera ràpida. D'entre els desplegaments més importants convé destacar el servei Imagenio de Telefònica, establert el 2004 a Espanya i que compta amb més de 300.000 usuaris en l'actualitat.
El 1997, el grup audiovisual català Lavínia va endegar ATV Mediapolis, una experiència pionera d'Internet Protocol Television (IPTV) a Europa.
A Espanya, a finals de 2005 Jazztel va començar també a oferir aquest tipus de serveis amb el nom de Jazztelia TV. Altres ofertes audiovisuals en aquest sentit són la d'Orange (Orange TV) i Superbanda. Així mateix s'espera que Ya.com (Deutsche Telekom) s'uneixi al grup d'operadors que ofereixen aquest servei.
D'altres desplegaments importants a Europa són els de France Télécom amb el seu servei MaLigne TV creat el 2003 i amb quasi 400.000 usuaris en l'actualitat, FastWeb a Itàlia amb 350.000 usuaris, Deutsche Telekom, Telecom Italia, etc.
En línies generals, de moment totes aquestes ofertes es presenten amb paquets Doble o Triple Play.

#### Proveïdors a Espanya
A Espanya existeixen diferents proveïdors que ofereixen ofertes d'IPTV i trucades, IPTV i connexió a internet o IPTV, trucades i connexió a internet en una sola quota mensual.
- Telefònica oferta IPTV amb el nom de Imagenio
- ONO
- Jazztel a través del servei Jazztelia
- JumpTV
- International IPTV Guide Arxivat 2019-09-16 a Wayback Machine.
- StreamZilla[Enllaç no actiu]: allotjament de media i subministrament de contingut a tot Europa
- Vision[Enllaç no actiu]
- Joost Arxivat 2007-06-03 a Wayback Machine.
- Microsoft Mediaroom Arxivat 2008-12-17 a Wayback Machine.
- NOW TV
- LiveStation
- Zattoo Arxivat 2008-12-04 a Wayback Machine.

### Estats Units
Als Estats Units les companyies Verizon i BellSouth estan començant a oferir els seus serveis en aquest camp i a desenvolupar les seves infraestructures. En múltiples ocasions, les operadores telefòniques ofereixen IPTV juntament amb serveis de telefonia i connexió de banda ampla a Internet (Triple Play).
Pel que fa a companyies dedicades al desenvolupament de la tecnologia, Microsoft ha estat la que ha mostrat una intenció més clara d'actualitzar les seves propostes per tal d'oferir Televisió sobre IP (IPTV). Es basa en la tecnologia Windows Media Series, que permet descarregar des d'Internet continguts de vídeo com pel·lícules o capítols de sèries televisives.

### Amèrica Llatina
A Xile Telefónica Chile va llançar durant juny del 2007 el seu servei d'IPTV. També a l'Equador la IPTV serà brindada per part de la Corporación Nacional de Telecomunicaciones (Andinatel i Pacifictel).
A Mèxic, Maxcom Telecomunicaciones ofereix MaxcomTV, producte amb el qual s'aconsegueix una bona competencia en l'ambit 3Play utilitzant tecnologia IPTV sobre ADSL.
A Uruguai, l'empresa estatal ANTEL va declarar al gener del 2009 haver arribat a assolir les condicions tècniques per brindar un nou servei i actualment es troba en els estudis de mercat on es consideren els continguts i el poder adquisitiu de la població.
A la República Dominicana l'empresa Claro Codetel ha incorporat el servei d'IPTV sota el nom de Claro TV.
A Veneçuela durant el mes d'abril de 2009, CANTV, va declarar guanyadora en un procés de licitació a l'empresa xinesa ZTE per consolidar el projecte d'implantació i comercialització del servei d'IPTV.

## Factors diferenciadors
A diferència de la televisió per satèl·lit, televisió per cable o la televisió digital terrestre (TDT), el proveïdor no emet els seus continguts essent aquests seleccionats per l'usuari de forma local una vegada es connecta, sinó que els continguts arriben solament en el moment que el client els sol·licita de manera explícita.
La clau, doncs, està en la personalització del contingut per a cada client, de manera que l'usuari pot seleccionar els continguts que desitja veure o descarregar per a emmagatzemar-los al receptor (set-top box) i d'aquesta manera poder visualitzar-los tantes vegades com desitgi. Es tracta en definitiva d'un servei que fa possible una televisió o un cinema "a la carta", en el qual cada usuari selecciona el que vol veure en cada moment.

### Millores de l'experiència d'usuari
- Guia de programació interactiva
- Funcionalitat imatge a imatge
- Possibilitat de veure estadístiques durant esdeveniments esportius
- Canvi de l'angle de la càmera
- Accés a fotos/música des del PC a la TV
- Ús del telèfon mòbil per programar gravacions

### Avantatges
- Possibilitat d'integrar la TV amb altres serveis basats en IP (exemple: Internet de Banda Ampla i VoIP)
- Més contingut i funcionalitat
- Només s'envia el contingut que l'usuari selecciona
- Allibera l'amplada de banda
- Més possibilitats a l'hora d'escollir la programació

### Inconvenients
- La privadesa del consumidor pot quedar compromesa
- Possibilita els atacs a xarxes privades
- Sensible a la pèrdua de paquets
- Hi ha retards considerables si la connexió no és suficientment ràpida
- El temps de canvi de canal (zap time) augmenta a causa de l'encaminament de paquets
- Té problemes per fer streaming a través de connexions wireless

## Funcionament general

### Transmissió
Amb IPTV, quan es connecta la televisió, l'usuari s'autentifica com a persona autoritzada per utilitzar el proveïdor de televisió contractat, i automàticament, s'assigna una adreça IP temporal, per on es reben els senyals. Per poder-los rebre, els senyals analògics d'àudio i vídeo que es volen difondre són passats a digital, ja que en el domini digital, les manipulacions són més senzilles. Seguidament, existeix un procés de compressió per aconseguir d'aquesta manera taxes de transmissió més baixes.
Una vegada la informació és comprimida, s'envia en paquets a través de la xarxa. En l'emissió dels senyals, el vídeo, les dades i la veu convergeixen en un únic centre de dades abans de ser enviades a un multiplexor (DSLAM) de la centraleta local. En aquest punt, els paquets s'encaminen cap a les adreces IP que els han sol·licitat.
Durant aquest procés s'han de tractar els paquets que es perden i s'han de reordenar els paquets que arriben a la seva destinació. En definitiva, s'han d'utilitzar protocols que resolguin els problemes clàssics que origina la commutació de paquets, tal com passa en moltes altres aplicacions. La qualitat de l'àudio i del vídeo dependrà de la fiabilitat dels protocols utilitzats i del buffering.

### Formats
Els formats utilitzats per IPTV actualment són:
1. H.261: Es va utilitzar per a videoconferència i videotelefonia i serveix com a base per a altres.
2. MPEG-1: Aconsegueix qualitat similar a VHS i a més és compatible amb tots els ordinadors i quasi tots els DVD.
3. MPEG-2: És l'utilitzat en els DVD i permet imatge a pantalla completa amb bona qualitat.
4. H.263: Permet baixes velocitats amb qualitat acceptable. Utilitzat en especial per videoconferència i videotelefonia.
5. MPEG-4 part 2: Qualitat millorada respecte a MPEG-2.
6. MPEG-4 part 10: També anomenat H.264. És el més utilitzat per una gran quantitat d'aplicacions.
7. WMV: S'utilitza tant per vídeo de poca qualitat a través d'Internet com per connexions lentes o vídeo d'alta definició (HDTV). És el format de compressió de vídeo propietari de Microsoft.

### Visualització
Pel que fa a la visualització, existeixen dos possibles modes:
- Downloading: Es guarda tota la informació del contingut audiovisual que es vol veure en un disc dur. Només es pot començar la visualització una vegada s'ha descarregat tot el contingut. L'avantatge d'aquest mètode és que es té la possibilitat de tornar a visualitzar aquest contingut en el futur: sempre està disponible. L'inconvenient és que s'ha d'esperar que es finalitzi la descàrrega i també que pot ser que no es disposi de suficient espai en el disc dur.
- streaming: És el mode que s'utilitza si es vol una visualització en directe, en el moment que l'usuari rep una part ja es pot iniciar la visualització i la descarrega segueix activa. En aquest mode és on més s'utilitza el buffering.

### Encriptament
Una altra característica destacable en el funcionament de l'IPTV és que hi ha molts canals restringits pels quals s'ha de pagar (Pay per View (PPV)). Aquest fet és una de les causes que obliga a xifrar la informació que es transmet mitjançant mètodes d'encriptament.

## Arquitectura
La limitació tècnica que suposa l'emissió sobre el cable de parells trenats de les línies telefòniques, imposa que l'IPTV utilitzi una arquitectura client-servidor sobre una xarxa IP local o estesa, a diferència de la televisió per cable on la transmissió és broadcast.
Qualsevol xarxa de distribució basada en IP requereix incorporar, com a mínim, els següents mòduls:
- Captura de senyals de video
- Emmagatzament i servidors de video
- Distribució de contingus
- Equip d'acces i d'usuari
- Software

Amb el fi d'establir una arquitectura de referència pel desenvolupament de xarxes per a serveis d'IPTV, la ITU-T defineix els següents rols: proveïdor de continguts, proveïdor de serveis, operador de xarxa i receptor.

### Protocols
- Multidifusió mitjançant IGMP.
- Real-Time streaming protocol (RTSP) i Session description protocol (SDP).
- Real-Time transport protocol (RTP) i Real Time Control Protocol (RTCP).

### Qualitat de Servei
- Intserv vs. Diffserv.
- Intserv i RSVP.
- Diffserv.

## Model de negoci
El terme IPTV respon a un entorn tancat en el qual el proveïdor de serveis controla tant la xarxa de transmissió com els continguts o l'accés a aquests (semblant al que succeeix en l'entorn de la TV per cable o per satèl·lit). El servei és controlat per l'operador de xarxa, utilitzada per fer arribar el senyal fins a l'usuari final. Això permet que el proveïdor de serveis pugui controlar la qualitat del senyal, l'oferta de continguts o l'accés a aquests. El fet de tenir el control sobre la qualitat del senyal és un dels elements més importants que diferencien els entorns IPTV dels d'Internet TV, ja que el primer utilitza una infraestructura de xarxa tancada. Això li suposa una forta inversió tant de capital com de temps però, d'altra banda, li permet una interacció directa i bidireccional entre usuari i operador i també desenvolupar models de negoci associats com el de subscripció o PPV (pay per view).

## Serveis
Tradicionalment les xarxes de televisió han estat directament relacionades amb la distribució
(la xarxa determinava les fonts a les quals podia accedir l'usuari: pel·lícules, programes generalistes, d'esports, serveis de notícies i altres fonts d'informació com el teletext). A això s'afegia el desavantatge de tenir un nombre de canals limitat (superat per la televisió per cable o per satèl·lit que són capaços d'oferir una mica més d'un centenar de canals). Els sistemes de televisió IP, en canvi, permeten tractar i oferir continguts de proveïdors de tot el món a espectadors de tot el món. Això permet als proveïdors oferir una gran diversitat de serveis que no estan disponibles pels sistemes estàndard de televisió. Les novetats que ofereix la televisió IP són les següents; 
- Els receptors d'IPTV es poden utilitzar a qualsevol lloc del món si es disposa de connexió de banda ampla: no importa a quin país s'hagi contractat el servei.
- Els canals visualitzables no són exclusivament els oferts pel proveïdor contractat: el nostre proveïdor pot demanar autorització a un altre proveïdor perquè puguem veure l'emissió desitjada.
- Possibilitat per l'usuari de fer-se la seva pròpia programació.
- Tota mena de controls, que inclouen reproduir, parar, avançar, rebobinar, pausa, canvis d'idioma…
- Publicitat personalitzada: en un programa, es poden crear enllaços sobre els objectes que hi apareixen de manera que si l'espectador selecciona l'objecte, s'accedeix a una altra pàgina amb tota la informació comercial sobre el producte. A més, hi ha l'opció d'enviar publicitat només a determinats usuaris, segons l'adreça i el perfil associat a una determinada adreça. Això fa augmentar l'efectivitat de les campanyes publicitàries.
- Conferències videotelefòniques.
- Canals de televisió personals: gràcies a aquests canals, es podran compartir continguts personals amb la gent que es desitgi. Aquests continguts poden ser per exemple fotos, vídeos o música.
- correu electrònic.
- Vídeo sota comanda (VoD, Video on Demand).
- Timeshifting. El precursor d'aquest tipus de servei és el TiVo.
- Placeshifting: concepte semblant al timeshifting però substituint la disponibilitat temporal per la geogràfica, és a dir, la possibilitat d'accedir a la programació des de qualsevol lloc (com el servei "multi-room dvr" de FiOS TV).

La implementació d'IPTV permet a les empreses, el servei de conèixer els gustos i hàbits dels seus clients, generant la possibilitat de nous ingressos. A més a més, la qualitat dels serveis oferts ja no depèn només de paràmetres objectius com la qualitat de servei sinó també de subjectius com la qualitat d'experiència.

## Limitacions
IPTV és relativament sensible a la pèrdua de paquets i possiblement retards en el cas que el streaming no és fiable. IPTV conserva un estricte conjunt de requisits per facilitar el nombre correcte de fotogrames per segon amb la finalitat d'oferir imatges en moviment. Això vol dir que la limitació de velocitat de connexió/Amplada de banda disponible per una base d'IPTV de grans clients pot reduir la qualitat del servei que s'entrega.
A causa de les limitacions de la tecnologia sense fils, la majoria dels proveïdors de serveis IPTV, en l'actualitat, utilitzen les xarxes domèstiques cablejades en detriment de les tecnologies sense fils, com per exemple 802.11. Alguns proveïdors com ara AT&T, el qual fa servei de la xarxa domèstica de línia fixa, han expressat el seu suport a la feina realitzada en aquest sentit per la ITU-T, que ha adoptat la recomanació G.hn, coneguda també amb el nom de G.9960. Aquesta és una nova generació estàndard de xarxa domèstica que especifica un PHY/MAC comú, el qual pot operar sobre qualsevol cablejat d'ús domèstic (línies elèctriques, telefòniques o coaxials).